# Distrito de Chucuito

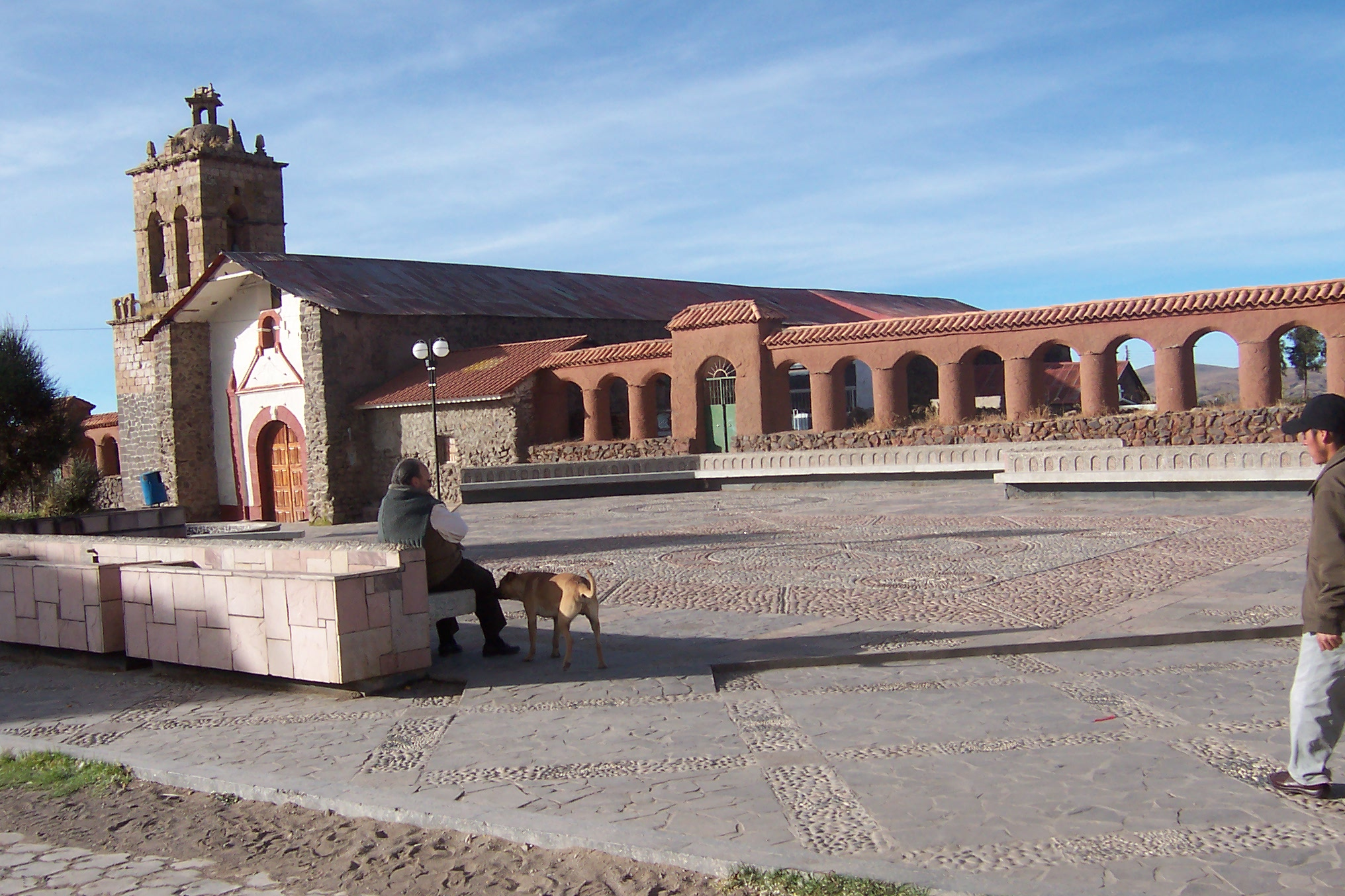
Chucuito, Iglesia

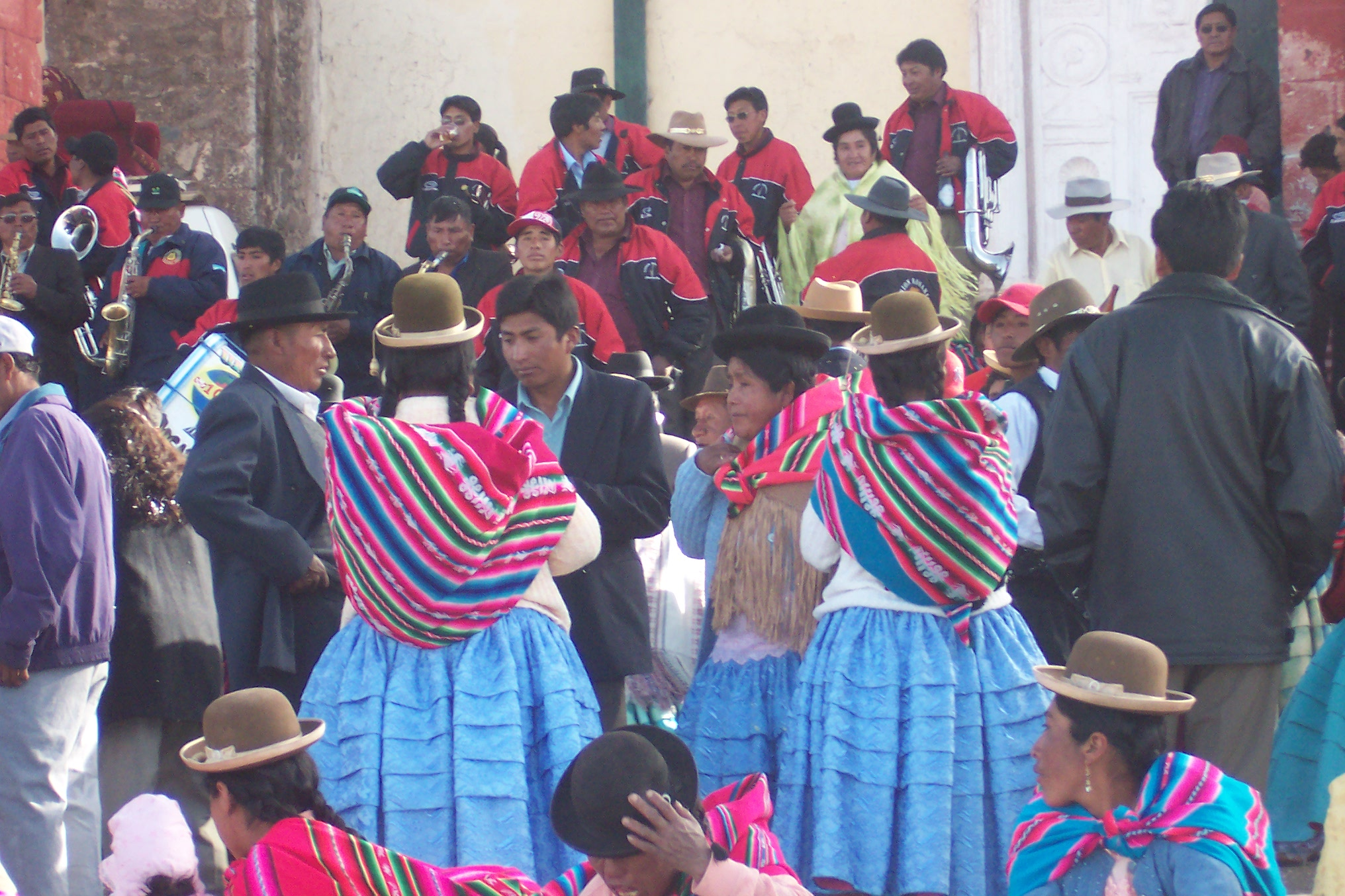
Fiesta popular: Matrimonio

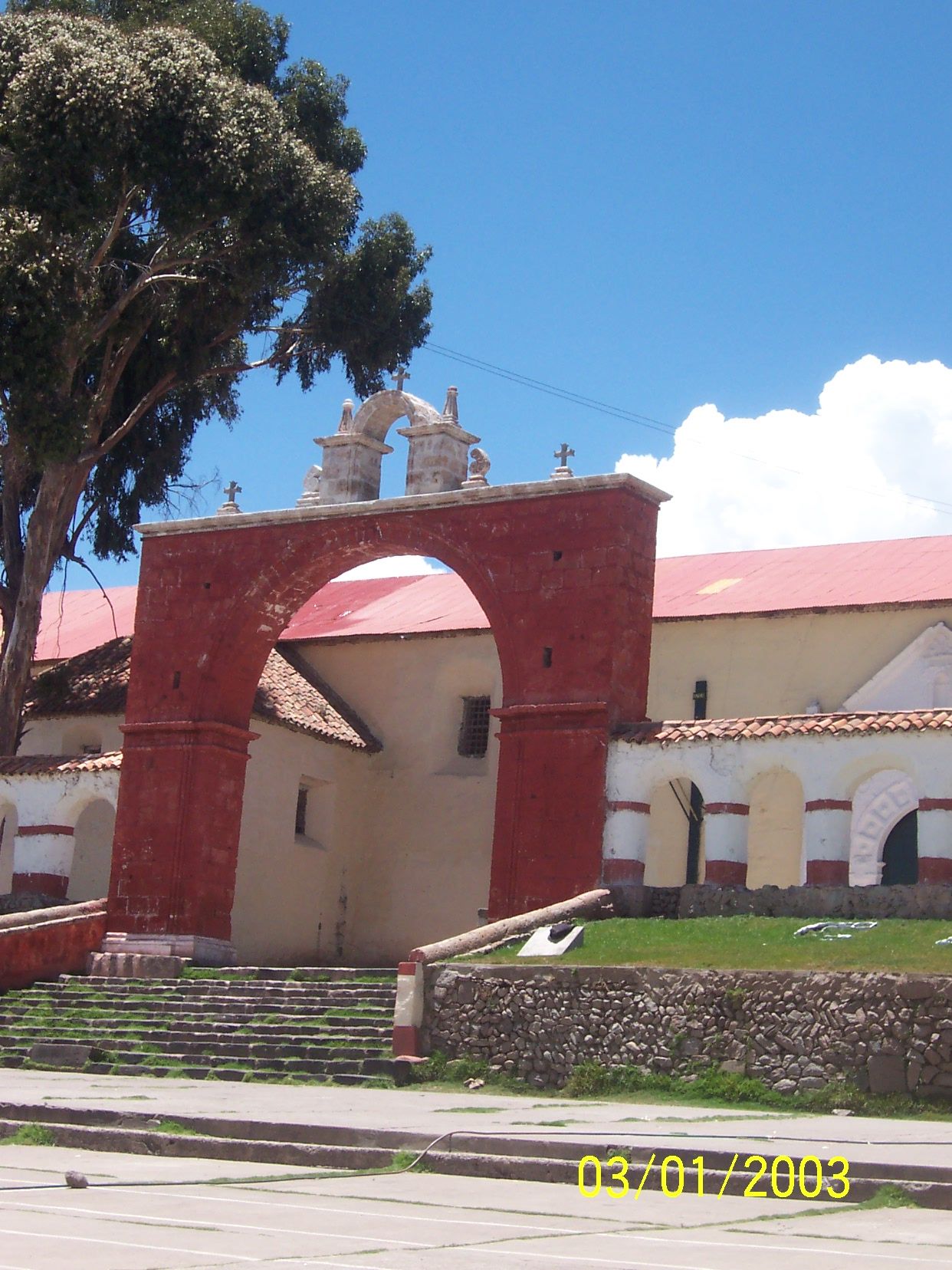
Iglesia de la Asunción

El distrito de Chucuito es uno de los quince que conforman la provincia de Puno, ubicada en el departamento de Puno en el Sur del Perú.
Desde el punto de vista jerárquico de la Iglesia católica forma parte de la Prelatura de Juli en la Arquidiócesis de Arequipa.

## Historia

### Antes del Virreinato de España
En el territorio donde actualmente se encuentra el distrito de Chucuito, antiguamente fue ocupado por el reino aimara Lupaca. Durante el Incanato los Lupaca se mantuvieron como un reino independiente, sin embargo se tiene evidencia de que mantuvieron alianzas con la élite cuzqueña.  Durante este periodo, aproximadamente entre los años 500 y 1000 d. C. se construyó el Inca Uyo o Templo de la Fertilidad, que es una estructura compuesta por columnas de piedra esculpida con forma de falo.

### Durante y Después del Virreinato
La Provincia de Chucuito, integró el Virreinato del Perú como un area admisnitrativa, hasta el año 1776 cuando se integró al Virreinato del Río de la Plata. El 15 julio del año 1533 arribaron por primera vez Diego de Agüero y Pedro Martinez de Moguer, buscando el oro destinado al rescate de Atahualpa, posteriormente Diego de Almagro y Paullu Inca ocuparon Chucuito, saqueando a su vez poblaciones aledañas.
Durante el año 1539 Francisco Pizarro arribó a Chucuito para delimitar la provincia, declarandola encomienda y propiedad exclusiva del rey Carlos I de España.
El aporte del repartimento de Chucuito fue considerable, debido a los vaivenes políticos, al que estuvieron sometidos los Lupanas durante los años 1539-1548, de acuerdo a estimaciones los aportes tanto a favor del rey como a favor de Pizarro representò 25.000 pesos ensayados anuales.

## Ubicación geográfica
El distrito de Chucuito está  ubicada a 18 km al Sur de la ciudad de Puno,  en  la  vertiente oriental de la cordillera de los andes. Con su Capital Chucuito que se ubica entre la coordenada 14º04’07’’  de latitud sur y 70º25’53’’, ubicándose además su capital a 3 893 m s. n. m.

### Extensión territorial
El área total del Distrito de Chucuito es de 450 Km2.  Porcentualmente indica el 7.84% de la superficie total de la provincia de Puno, y dentro de la superficie total del Departamento de Puno ocupa el O.66%5.

### Límites
Limita con los siguientes distritos: por el Norte con el distrito de Puno, por el Sur con el distrito de Platería; por el Este con el Lago Titicaca; por el Oeste con los distritos de Puno y Pichacani.

### Superficie
El  distrito de Chucuito,  tiene,  un  clima  Frígido,  en  función  a  la  altitud  sobre  el  nivel  del  mar,  por  cuanto  el distrito  posee una  unidad geográficas:  sierra que  representa el 100%  de  la  superficie  distrital, su  altitud  oscila  entre  los  3,866  y  4,477, m s. n. m. En  la  sierra  el  clima  es  frígido  con  temperaturas  desciende  hasta  0 °C.

### Clima e Hidrografía
El clima de Puno es frío y semi seco. Las temperaturas están condicionadas por dos estaciones anuales: invierno y verano. La temperatura máxima puede llegar hasta 22 °C. y su mínima puede llegar hasta -14 °C., en mayor altitud con exposición glacial. Chucuito tiene un clima relativamente templado, en comparación a la capital de Puno. En Chucuito hay fuertes precipitaciones pluviales durante los meses de diciembre, enero, febrero y marzo (600-800mm), en la época de invierno hay fuertes heladas, en los meses de mayo, junio y julio. Por la capital del Distrito de Chucuito discurren los ríos de Chullumpi y nasakara, anakiriri, talala y Malkuyama. Por otro lado, existen dos riachuelos: Qala Jahuisa y chinchera, que aumentan su caudal en verano.

## Población
Distrito de Chucuito,  con  cinco  centros poblados y cuatro comunidades campesinas, de acuerdo  a los  datos  del  INEI  Censo  Nacional  de  Población  y  vivienda,  tiene  una  población  censada  en  el  2007  de  7,012 habitantes.
Según   el  último  Censo  Poblacional  y  Vivienda  del  año  2007  del  INEI  el Distrito de Chucuito  tiene  una  población  de 7,012  habitantes  donde el  40 %  viven  la zona urbana   y  el  60%  en  zona rural.
| Edades           | Habitante | %   |
| ---------------- | --------- | --- |
| de 00 a 14 años  | 1,919     |     |
| de 15 a 49 años  | 3,072     |     |
| de 50 a más años | 2,021     |     |
| Población total  | 7,012     |     |
|                  |           | 100 |

## División administrativa
El área total del distrito de 121,18 km², está constituido por cuatro centros poblados: Inchupalla, Kochiraya, Luquina Grande y Huayrapata. Pero a su vez cuenta con trece Comunidades Campesinas distribuidas en cada uno de los Centros Poblados, a excepción de cuatro comunidades que se encuentran alrededor de la Capital del Distrito de Chucuito: La Raya y Cusipata al norte, Chinchera y Potojani Grande al sur de Chucuito. Nueve comunidades están ubicadas en la península de Chucuito: Karana, Parina, Tacasaya, San Jose de Pucani, Luquina chico, Karina, Churo, Perka norte y Huancarani.

### Centros poblados
Chucuito
Centro Poblado de Cochiraya 
Centro Poblado de Huayrapata centro poblado de parina centro poblado de tacasaya centro poblado de inchupalla

### Barrios
- Santo Domingo
- Santa Bárbara
- Miraflores
- Barco

## Hitos urbanos
Destaca su centenaria Plaza de Armas, su hermoso templo colonial y sus pintorescas calles empedradas.
- Iglesia de La Asunción.
- Iglesia de Santo Domingo.
- Inka Uyu.
- Cruz de la Santa Inquisición

## Autoridades

### Municipales
- 2023 - 2026[12]
  - Alcalde: Yuri Arce Zea del partido REFORMA Y HONRADEZ POR MAS OBRAS.
  - Regidores:[13]

  1. Antonia Marleny Cruz Alejo
  2. Lolo Flores Puma
  3. Marleny Rojas Velasquez
  4. Lolo Flores Puma
  5. Ernesto Flores Esteba
  6. Edgar Mamani Palomino

## Festividades

### Festividad de la Virgen del Rosario de Chucuito
La Festividad de la Virgen del Rosario se realiza en octubre en el distrito de Chucuito, en Puno. Es una celebración religiosa y cultural en honor a la patrona del lugar, combinando elementos del catolicismo con expresiones culturales andinas, como la música tradicional y las danzas. Durante la festividad, la imagen de la Virgen recorre las principales calles del distrito en procesión, acompañada por fieles, músicos y danzantes.
Esta festividad destaca por su riqueza visual y sonora, reflejada en los trajes típicos, los pasos de danza y los sonidos de instrumentos como la zampoña y el charango. Las ceremonias católicas conviven con prácticas ancestrales del pueblo aymara, consolidando una expresión cultural mestiza que refuerza la identidad de la comunidad.

### Carnaval de Chucuito
El Carnaval de Chucuito, celebrado en febrero, fue declarado Patrimonio Cultural de la Nación por el Ministerio de Cultura del Perú mediante la Resolución Viceministerial N.° 000298-2024-VMPCIC/MC. Esta festividad tiene un profundo sentido ritual y agrícola, dado que está dedicada a la fertilidad de la tierra y se organiza de acuerdo al calendario agrícola andino. Durante siete días, se realizan ceremonias, danzas y representaciones artísticas vinculadas a la tradición prehispánica de la Anata, que marca el inicio del ciclo de lluvias.
El carnaval incluye seis etapas con actividades rituales y recreativas, en las que participan músicos, danzantes y personajes tradicionales como la pareja de Jach’a Jilakatas, encargada de guiar la celebración. Las comparsas se acompañan de música interpretada con pinkillos, pitos, bombos y tarolas, generando una experiencia colectiva que fortalece los lazos sociales y la identidad cultural de las comunidades del distrito.

### Vía crucis de la reconciliación y Semana Santa
En Chucuito, el Vía crucis de la Reconciliación se realiza durante la Semana Santa, recorriendo caminos entre barrios con rezos en quechua y castellano. Esta celebración une la devoción cristiana con expresiones culturales andinas, como las danzas locales, las fogatas comunitarias y la preparación de alimentos tradicionales.
Durante esta semana, se realiza un banquete de 12 platos que recuerda la última cena de Jesús con sus discípulos, incluyendo productos andinos como quinua, trucha y olluco. También se organizan misas, procesiones y concursos de alfombras florales, donde participan comunidades como de la Isla de Los Uros, que comparten su cosmovisión y expresiones artesanales con los asistentes.

## Galería

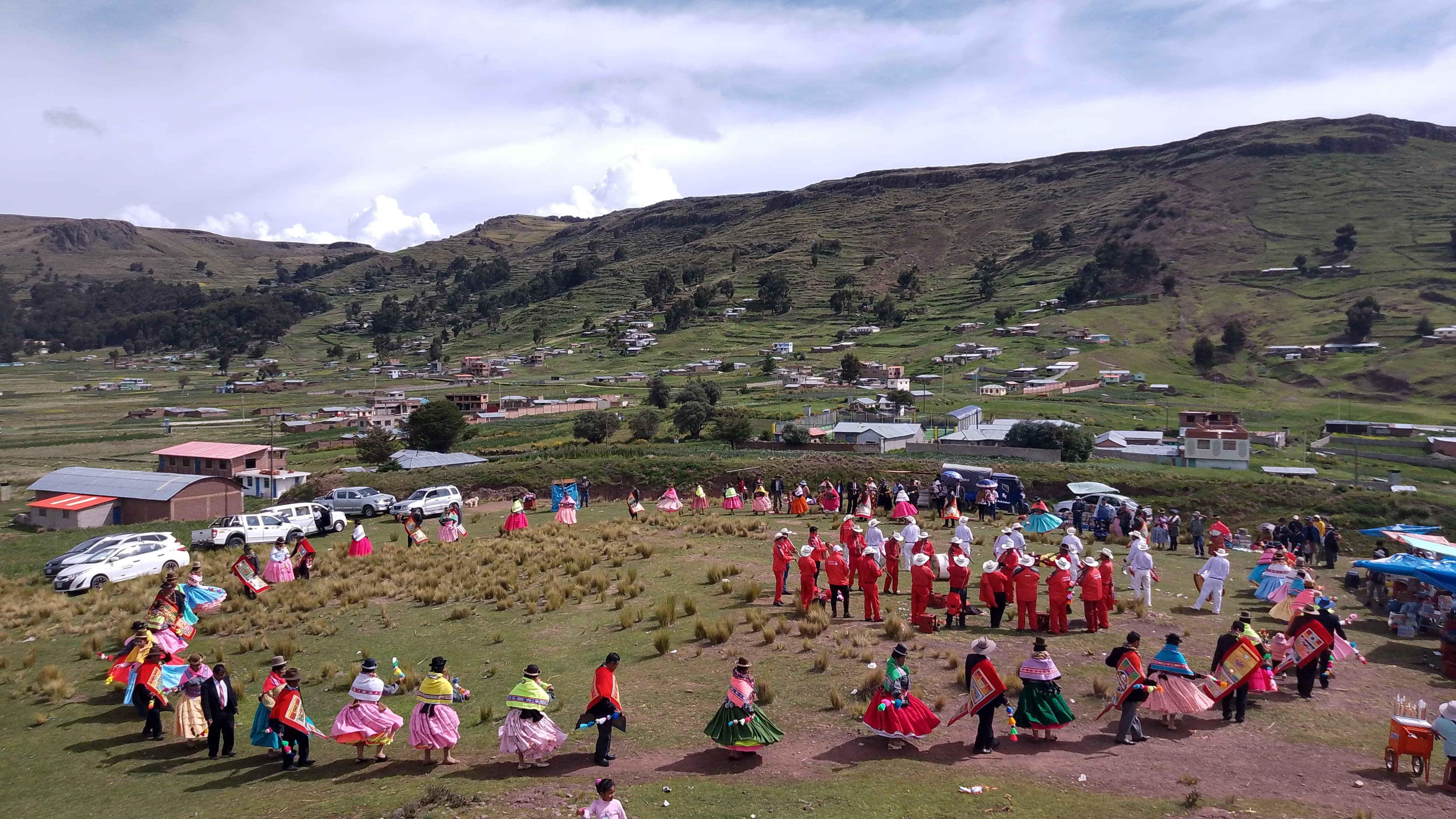
Cultura aymara con danza Maris Kawiris (Chacallada)
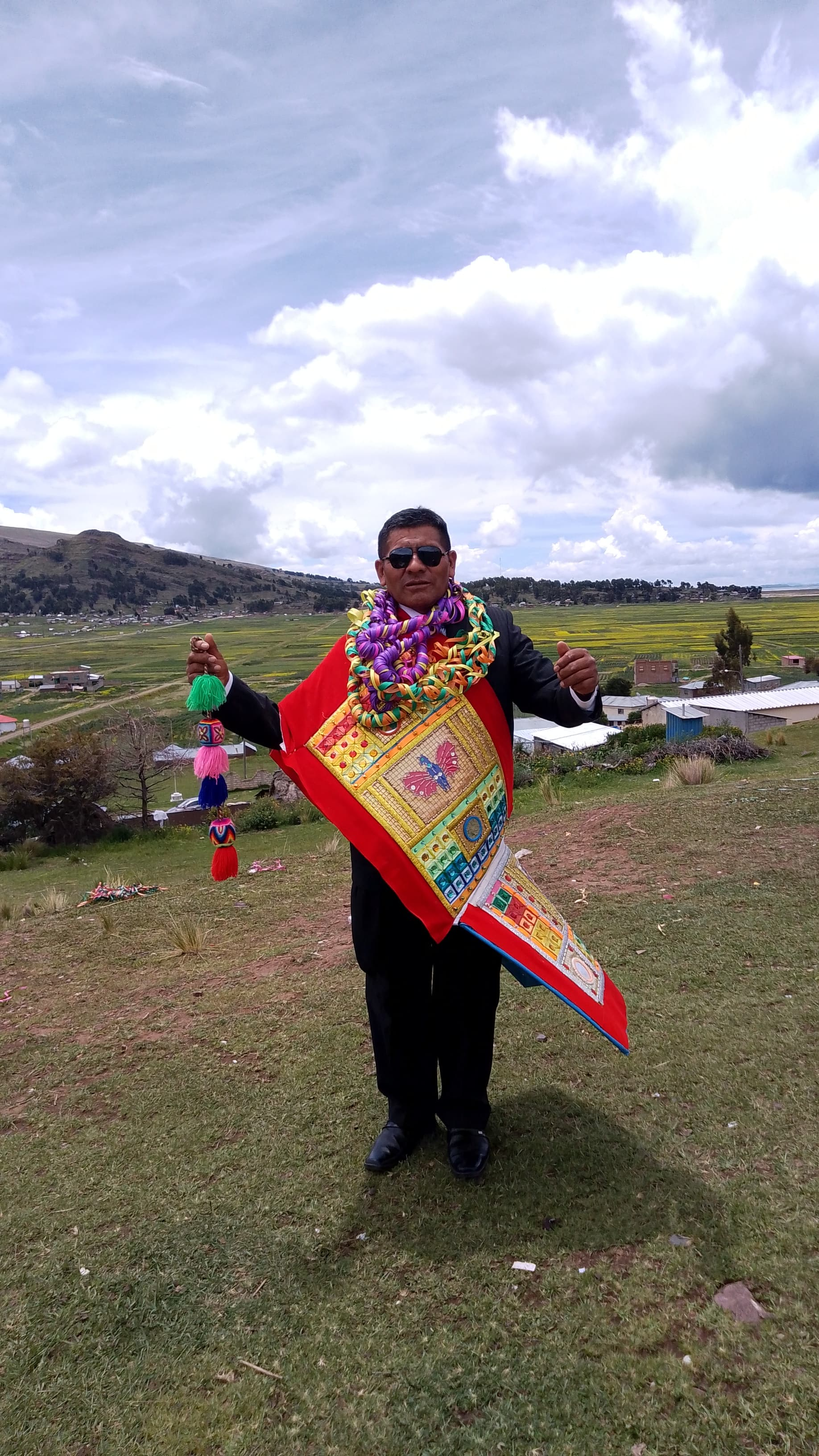
Cultura aymara con danza Maris Kawiris
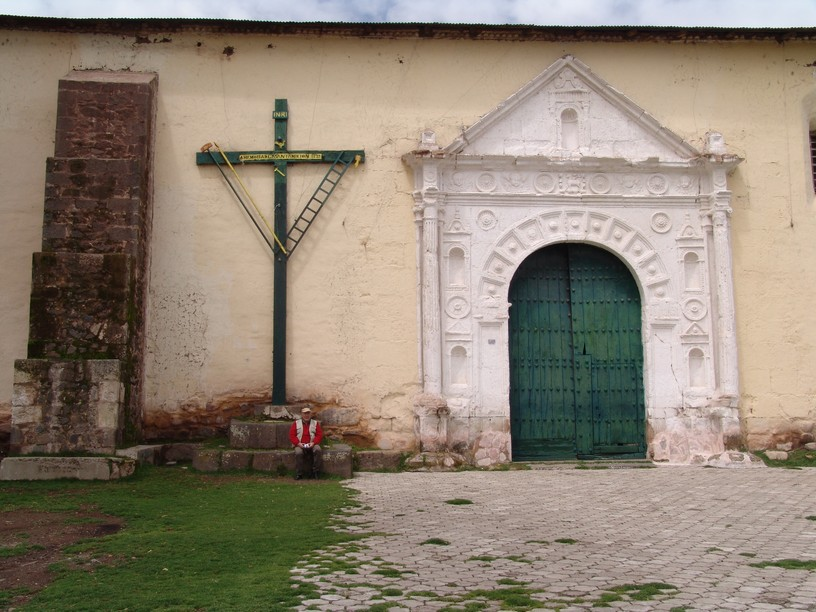
La iglesia de Santo Domingo de Chucuito
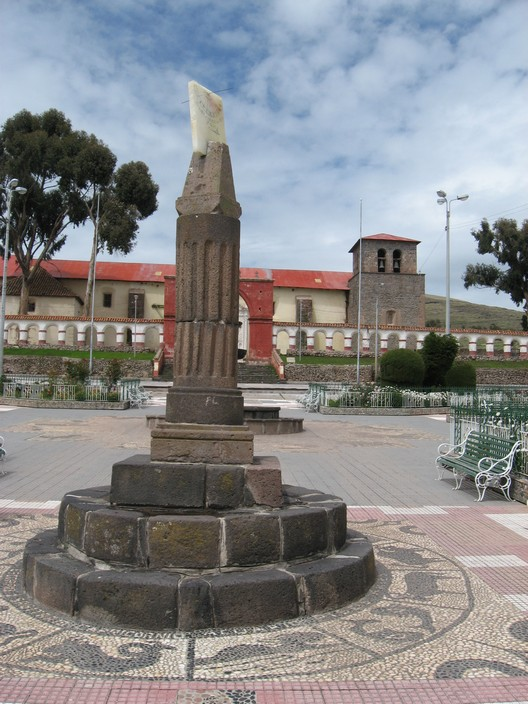
En frente de la Iglesia de Santo Domingo de Chucuito
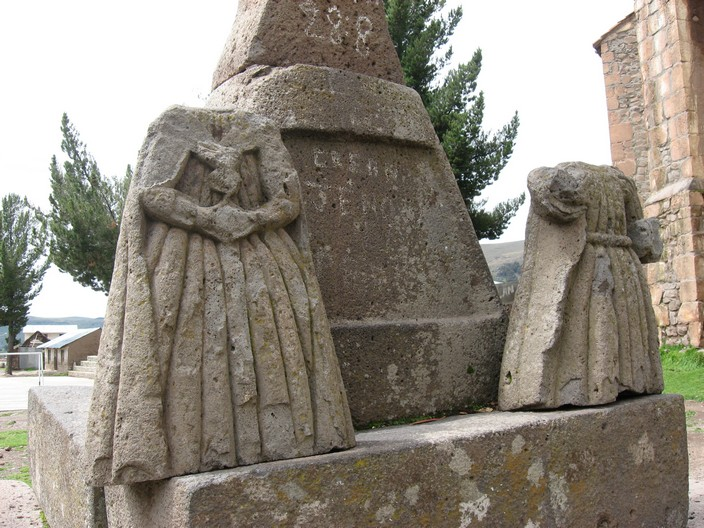
Esculturas decapitadas